# Luis Lima
Luis Lima, född 12 september 1948 i Córdoba, Argentina är en argentinsk tenor.
Lima debuterade 1974 i Lissabon som Turiddu i På Sicilien, efter att ha utbildat sig i Buenos Aires och Madrid. Han har varit verksam i Tyskland, och även sjungit Cavaradossi i Tosca vid festspelen i Salzburg. 2011 sjöng han Sou Chong i Leendets land vid folkoperan i Wien.
Luis Lima har uttalat sig om sin syn på operasångare och publikens relation till dem. I en intervju menar Lima att många operabesökare bortser från skådespelarinsatsen. Han framhöll att rollernas "psykologiska situation" och sättet som de olika operasångarna interagerar är minst lika viktigt som sånginsatsen.